# Šobaići
Šobaići (en serbe cyrillique : Шобаићи) est un village du centre du Monténégro, dans la municipalité de Danilovgrad.

## Démographie

### Évolution historique de la population
| 1948 | 1953 | 1961 | 1971 | 1981 | 1991 | 2003 |
| ---- | ---- | ---- | ---- | ---- | ---- | ---- |
| 102  | 120  | 77   | 96   | 60   | 58   | 20   |